# Kirnau
Die Kirnau ist ein fast 23 km langer linker Nebenfluss der Seckach im nordbadischen Bauland.
Sie entsteht etwas nördlich von Altheim, fließt erst in südliche bis südsüdöstliche Richtungen, dann abrupt südwestlich, passiert die Limesstadt Osterburken, bildet in Adelsheim einen kleinen Kalktuff-Wasserfall und mündet dort von links in die Seckach. Sie ist mit annähernd gleicher Wasserführung deren größter Nebenfluss und übertrifft diese hier an Länge um etwa 7 Kilometer.
Ihr eigener größter Nebenfluss ist mit etwa 9 km Länge die Rinna, die wenig oberhalb von Rosenberg an ihrem Laufknick in Richtung ihres Unterlaufs zufließt. Ein weiterer der Nebenflüsse ist der linksseitig zufließende Brünnbach, er mündet in Adelsheim kurz vor dem Zusammenfluss von Kirnau und Seckach und konkurriert mit dem Hergstgraben.

## Geographie

### Ursprung und Verlauf

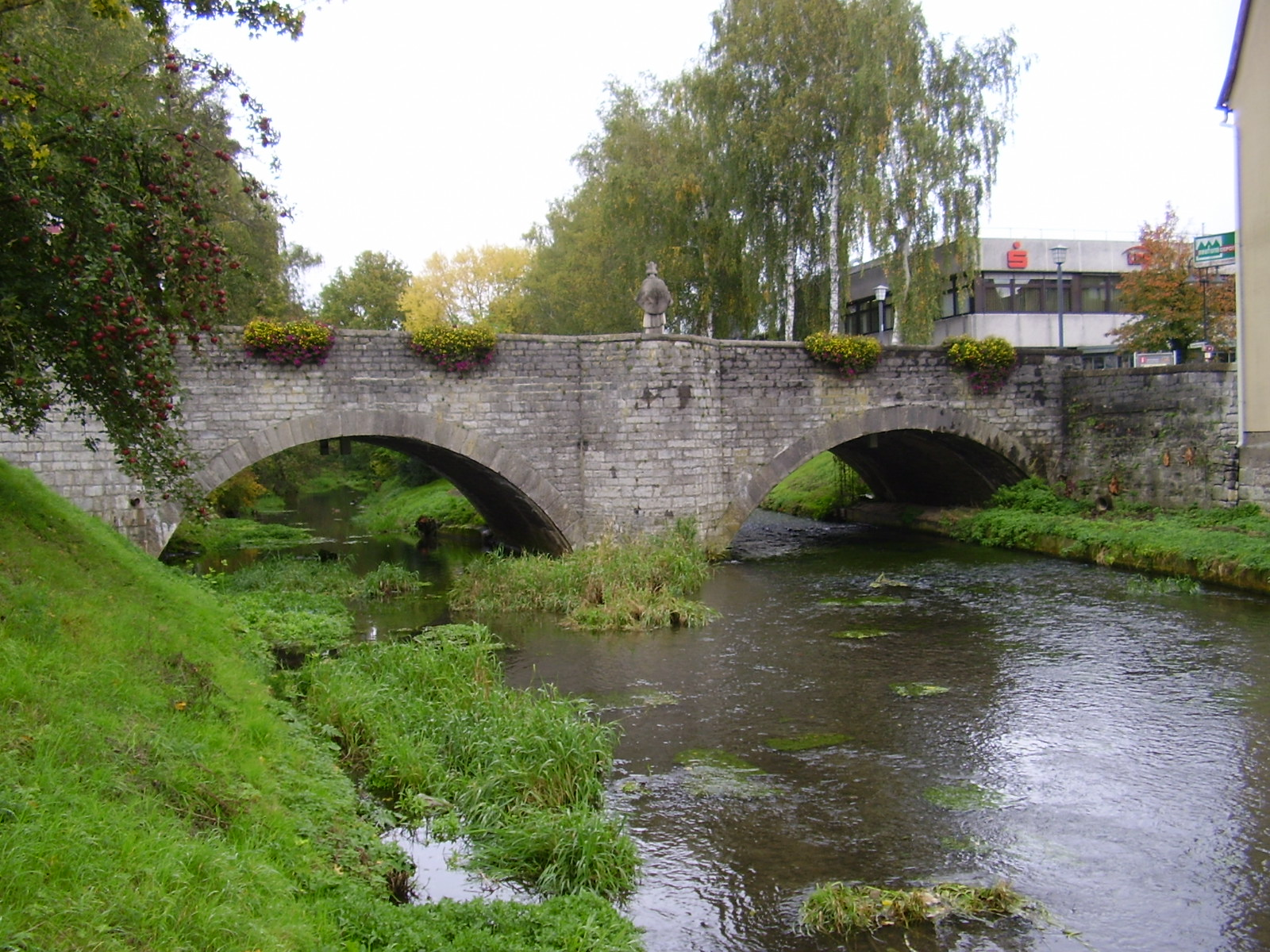
Die Kirnau in Osterburken

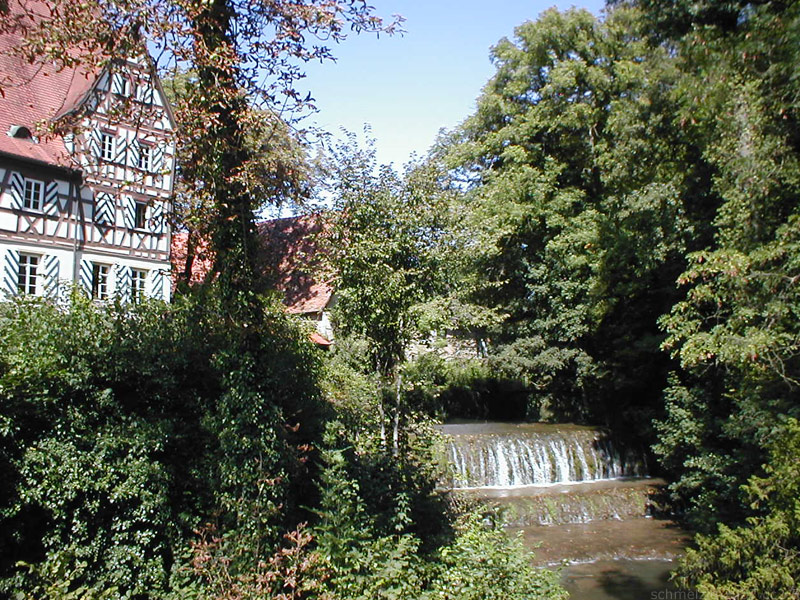
Die Kirnau passiert das Adelsheimer Schloss

Während die TK25 keinen Ursprung eindeutig benennt und drei der fünf infrage kommenden Quelläste mit eigenem Namen beschriftet, zeichnen die von der LUBW gebotenen Quellen übereinstimmend den dort bei der TK25 genannten Quellast Roscheltgraben bis hinauf zu seinem Ursprung als Kirnau ein. Eine andere Festlegung hätte nur eine geringe Veränderung der Gesamtlänge zur Folge. Wir folgen hier dieser Konvention.
Die Kirnau entspringt etwa 3 km ostnordöstlich des Ortskerns von Buchen-Hettingen, nämlich etwa 100 m östlich der Abzweigung der Römerstraße/Alten Straße von der L 518. Sie fließt zunächst ostsüdöstlich, nimmt dabei nach etwas mehr als 1 km von links den Heutelsteingraben auf und nach knapp 3 km, am Ortsrand von Altheim, nochmals von links den aus dem Zusammenfluss dreier nördlicher Quelläste entstandenen Bach, schlägt dessen Richtung ein und fließt nun lange in Richtungen von Süd bis Südost.
Vor dem südlichen Ortsende von Altheim nimmt sie von links den Brügelgraben auf, am Ortsende von rechts eine trockenfallende Rinne aus dem Schalltal kurz danach eine weitere von derselben Seite. Kurz vor der Untermühle fließt von rechts der Holzgraben zu, wenig danach von rechts der Mühlformtalgraben. Nach etwa 7 km ihres Laufs erreicht sie Rosenberg-Sindolsheim, an dessen abwärtigen Ortsende von links der Grundgraben mündet. Nach etwa 9 km passiert sie die Sindolsheimer Talmühle, nach etwa 10 km und kurz vor der Gaimühle erreicht sie von links der Sindolsheimer Graben. Während sie vorher einen recht geraden Weg nahm, legt sie sich nun in Wiesenmäander, wenig unterhalb beginnt sie auch Talmäander auszubilden. Ihren größten Nebenfluss, die Rinna, nimmt sie etwa 1 km weiter von links auf und fließt danach konsequent in deren Richtung nach Südwesten weiter ihrer Mündung zu.
Nach etwa 12 km passiert sie den in einer Rechtsschleife auf dem rechten Talhang liegenden alten Ortskern von Rosenberg. Wenig unterhalb mündet von links der Birkengraben, danach gleich bei der Talmühle von Rosenberg (knapp 15 km) von rechts das über 4 km lange, stellen- wie zeitweise trockene Tal des Wammersgrabens sowie ein kleineres, beständig wasserführendes Tal von Dörrhof her. Knapp einen weiteren Kilometer talab fließt ihr von rechts aus einem Waldtal der Gießer Graben zu. Kurz vor der Osterburkener Talmühle und bei ihr erreichen sie zwei weitere Wasserläufe von links, dann durchfließt sie die Stadt Osterburken, wo kurz nach der Altstadt (ca. 19 km) der Bach durch die Hahnklinge und am Ortsende noch der durch die Hagerklinge von links in sie münden. Nach etwas über 22 km erreicht sie den Ortsrand von Adelsheim, nimmt wenig danach von links den Brünnbach auf und speist mit Erreichen der Altstadtgrenze einen nach rechts von ihr abgehenden Wassergraben, der diese in einem Bogen nach Nordwest und dann Südwest umfließt und etwa 200 m flussaufwärts von ihr selbst in die Seckach mündet. Die Kirnau hat an ihrer Mündung eine Strecke von knapp 24 km zurückgelegt, die Seckach selbst etwa ein Drittel weniger.

### Einzugsgebiet
Das Einzugsgebiet der Kirnau umfasst wenig über 100 km².
Ganz im Norden grenzt es an das der Erfa, die nach Norden abfließt und  in den Main mündet, womit die Wasserscheide zwischen Neckar und Main sich etwas oberhalb der Quellen von sowohl Kirnau wie ihres Nebenflusses Rinna von West nach Ost zieht.
Östlich der Quellen der Rinna liegen die der Umpfer, die über die Tauber ebenfalls zum Main fließt. Weiter südlich, nämlich ungefähr östlich von Rosenberg, schließt sich dann das Einzugsgebiet des Jagstzuflusses Kessach an, unmittelbar konkurriert hier deren rechter Oberlauf Berolzheimer Kästle. Zwischen Osterburken und Adelsheim zwängt sich dann östlich auf nur noch kleiner Strecke das Einzugsgebiet des kleineren Hergstbachs mit seinen Zubringern zwischen diese beiden Einzugsgebiete.
Westlich der Kirnau konkurriert über die ganze Länge der Rinschbach, ein weiterer Seckachzufluss, der, nachdem er der Kirnau kurz vorher auf nur einen halben Kilometer nahegekommen ist, knapp zwei Kilometer oberhalb von ihr in die Seckach mündet. Der Kirnauverlauf hat mit seinen drei Richtungen Ostsüdost, Südsüdost und Südsüdwest ungefähr die Gestalt eines nach Westen offenen Bogens, dessen Nord-Süd ausgerichtete Sehne der Rinschbach bildet.

### Zuflüsse und Nebentäler
Die Muschelkalk-Karstlandschaft des Baulandes ist geprägt von vielen trockenen oder trockenfallenden Tälern von teilweise nicht geringer Größe, deshalb sind solche ins Kirnautal mündenden Täler im Folgenden mit aufgeführt. In diesen verlaufen typischerweise mittig die Trassen der Steigen auf die umgebenden Hügel, die Wasserläufe darin sind dann oft als bei Trockenheit unscheinbare Gräben neben der Straße geführt, können aber bei starken Regenfällen zum Teil beachtliche Wassermassen führen.
- Heutelsteingraben, von links bei Altheim, 1 km
- (Trockental Forntal), von rechts bei Altheim, 1 km
- Kirnau (Vereinigung der drei nördlichen Quelläste Pappelsbrunn, Engeldorngraben und Wolschelgraben), von links am Rande von Altheim, 2 km
- Brügelgraben, von links in Altheim, 3 km
- Schalltalgraben, von rechts am Rande von Altheim, 2 km (zeitweilig trockenes Tal, Graben neben der Straße)
- Weißeldorngraben, von rechts vor der Altheimer Kläranlage, 2 km (zeitweilig trockenes Tal, Graben neben der Straße)
- Holzgraben, von links vor der Altheimer Untermühle, 4 km (Oberlauf Dörntaler Graben)
- Mühlformtalgraben, von rechts nach der Altheimer Untermühle, 1 km (zeitweilig trockenes Tal, Graben neben der Straße)
- Grundgraben, von links am abwärtigen Ende von Rosenberg–Sindolsheim, 2,0 km
- Sindolsheimer Graben aus dem Tiefental, von links kurz oberhalb der Rosenberger Gaimühle, 6 km
- Rinna, am Oberlauf auch Eubigheimer Bach genannt, von links und Nordosten auf etwa 283 m ü. NHN kurz vor dem Dorf Rosenberg, 8,8 km und 27,5 km. Entsteht auf etwa 362 m ü. NHN etwa 0,7 km nordöstlich von Obereubigheim an der Frankenbahn.
    Zuflüsse im Artikel
- Birkengraben, von links bei der Rosenberger Kläranlage, 2 km
- Wammersgraben, von rechts an der Rosenberger Talmühle, 5 km (Tal mit teils ständig, teils zeitweilig trockenen Abschnitten)
- (Bach vom Dörrhof herab), von rechts an der Rosenberger Talmühle,2 km (Evtl. vor Mündung Zusammenfluss mit dem vorigen, auf TK nicht ablesbar)
- (Bach aus der Gießer Klinge), von rechts nach der Rosenberger Talmühle, 1 km
- Gründleingraben aus dem Hinteren Gründlein, von links, 0,6 km
- Gießgraben, von rechts, 0,7 km. Auengraben
- (Trockental Etzenklinge), von rechts wenig oberhalb der Osterburkener Talmühle, 2 km
- (Bach aus der Gänsackerklinge), von links bei der Osterburkener Talmühle, 1 km
- (Bach aus der Hahnklinge), von links verdolt am Osterburkener Bahnhof, 2 km
- (Bach aus der Hagerklinge), von links am abwärtigen Ortsende von Osterburken, 1 km
- (Bach aus dem Fuchsenloch), von links gegenüber der Bahnliniengabelung unterhalb von Osterburken, 1 km (Trockental, auf etwas mehr als den letzten 100 m vor der Mündung ein intermittierend wasserführender Bach)
- Brünnbach, von links wenig oberhalb der Bahnstation Adelsheim-Ost, 5 km (links)
- →(Abgang des Schlossbachs), nach rechts etwa 300 m vor der Mündung der Kirnau in die Seckach. Dieser Flusszweig der Kirnau legt sich nordöstlich, nördlich und dann nordwestlich um die Altstadt von Adelsheim und mündet nach 0,4 km in die Seckach, etwa 200 m oberhalb der Kirnau selbst.

### Orte
Orte am Lauf mit ihren Zugehörigkeiten. Nur die Namen tiefster Schachtelungsstufe bezeichnen Siedlungsanrainer.
- Stadt Walldürn
  - Stadtteil Altheim
    - Altheim (Dorf)
    - Untermühle (Wohnplatz)
- Gemeinde Rosenberg
  - Gemeindeteil Sindolsheim
    - Sindolsheim (Dorf)
mit Talmühle nach dem Ort (rechts, ohne Ortsteilstatus)

  - Gemeindeteil Rosenberg
    - Gaimühle (Wohnplatz, rechts)

  - Gemeindeteil Hirschlanden
    - (links, keine Besiedlung am Lauf)

  - Gemeindeteil Rosenberg
    - Rosenberg  (Dorf)
    - Talmühle (Wohnplatz, links)
- Stadt Osterburken
  - Stadtteil Osterburken
    - Talmühle (links, ohne Ortsteilstatus)
    - Osterburken
mit Talmühle vor dem Ort (links, ohne Ortsteilstatus)
- Stadt Adelsheim
  - Stadtteil Adelsheim
    - Adelsheim

## Schutzgebiete
Das Tal der Kirnau zwischen Hirschlanden und Osterburken wurde mit Verordnung des Regierungspräsidiums Karlsruhe vom 19. Mai 1994 unter dem Namen Kirnautal mit einer Größe von rund 205 Hektar als Naturschutzgebiet und Landschaftsschutzgebiet ausgewiesen. Das Naturschutzgebiet hat eine Größe von rund 87 Hektar (Schutzgebietsnummer 2.177), das ergänzende Landschaftsschutzgebiet ist 118 Hektar groß. (Schutzgebietsnummer 2.25.033). Beide Schutzgebiete sind Bestandteil des FFH-Gebiets 6522341 „Seckach und Zuflüsse“, das insgesamt 1.624 Hektar groß ist.

## Verkehr
Die Frankenbahn Stuttgart-Würzburg verläuft meistenteils in der recht geraden, in Luftlinie etwa 18 km langen, von Südost nach Nordost verlaufenden Rinne des unteren Kirnau- und des Rinnatales. Im Bereich um Rosenberg, wo das Tal eng ist und stark mäandriert, meidet sie den Talgrund.
Die B 292 Sinsheim–Königshofen verläuft an der untersten Kirnau zwischen Adelsheim und Osterburken im Tal, erklimmt dort dann aber die südöstliche Hanghöhe und führt auf den südlichen Höhen an Rosenberg und Hirschlanden vorbei, um sich danach nach Osten zu wenden und von der Rinna zu entfernen.
Im oberen Kirnautal verläuft zwischen Sindolsheim und Altheim die L 518 im Tal.

## Nachweise und Bemerkungen
1. ↑  Horst Mensching, Günter Wagner: Geographische Landesaufnahme: Die naturräumlichen Einheiten auf Blatt 152 Würzburg. Bundesanstalt für Landeskunde, Bad Godesberg 1963. → Online-Karte (PDF; 5,3 MB)
2. ↑  Wolf-Dieter Sick: Geographische Landesaufnahme: Die naturräumlichen Einheiten auf Blatt 162 Rothenburg o. d. Tauber. Bundesanstalt für Landeskunde, Bad Godesberg 1962. → Online-Karte (PDF; 4,7 MB)
3. 1 2  Daten- und Kartendienst der Landesanstalt für Umwelt Baden-Württemberg (LUBW) (Hinweise)
4. ↑  Abfluss-BW: Modellierte Abflusswerte an der Mündung
5. ↑  Topographische Karte 1:25.000, siehe bei den Quellen.
6. ↑  Siehe die Weblinks.
7. ↑  Der westliche heißt in der TK25 Wolschelgraben, bei LUBW-UDO Kirnau, der mittlere und östliche bei LUBW-UDO Engeldorngraben bzw. Pappelsbrunn. LUBW-UDO benennt deren Zusammenfluss verwirrenderweise ebenfalls als Kirnau, so dass also Kirnau mit Kirnau zusammenflösse.